# Nancy Pelosi
Nancy Patricia Pelosi (de soltera, D'Alesandro; Baltimore; 26 de marzo de 1940) es una política estadounidense que desempeñó cómo la 52.ª presidente de la Cámara de Representantes de los Estados Unidos desde 2019 a 2023, y previamente de 2007 a 2011. Representa al 11.º distrito congresional de California en la Cámara de Representantes, permaneciendo como congresista desde 1987.
La circunscripción, numerada como el 5.º distrito de 1987 a 1993, el 8.º de 1993 a 2013 y el 12.º de 2013 a 2023, comprende la mayor parte de la ciudad de San Francisco. Miembro del Partido Demócrata, Pelosi es la primera mujer en la historia estadounidense elegida presidenta de la Cámara, y la primera en liderar un partido dentro de cualquiera de las cámaras del Congreso de los Estados Unidos. Dirigió a los demócratas de la Cámara durante 20 años, de 2003 a 2023. 
Pelosi nació y creció en Baltimore, hija del alcalde y congresista Thomas D'Alesandro. Se graduó del Trinity College, Washington, en 1962 y se casó con el empresario Paul Pelosi al año siguiente; los dos se habían conocido cuando ambos eran estudiantes. Se mudaron a la ciudad de Nueva York antes de establecerse en San Francisco con sus hijos. Enfocada en criar a su familia, Pelosi ingresó a la política como voluntaria del Partido Demócrata. Fue elegida por primera vez al Congreso en una elección especial de 1987, encontrándose actualmente en su decimonoveno mandato; hoy es la decana de la delegación congresal de California. Pelosi ascendió constantemente en las filas de la bancada demócrata de la Cámara para ser elegida coordinadora de la minoría de la Cámara en 2002 y ascendida a líder de la minoría de la Cámara un año después, convirtiéndose en la primera mujer en ocupar dichos puestos en cualquiera de las cámaras del Congreso.
En las elecciones intermedias de 2006, Pelosi llevó a los demócratas a la mayoría en la Cámara por primera vez en 12 años y posteriormente fue elegida presidenta, convirtiéndose en la primera mujer en ocupar el cargo. Durante su primera presidencia, Pelosi fue una de las principales opositoras a la guerra de Irak, así como del intento de la administración Bush de privatizar el Seguro Social en 2005. Tuvo un papel decisivo en la aprobación de proyectos de ley históricos de la administración Obama, entre ellos, la Ley del Cuidado de Salud a Bajo Precio, la Ley Dodd-Frank de Reforma de Wall Street y Protección al Consumidor, la Ley de Derogación del "Don't Ask, Don't Tell", la Ley de Recuperación y Reinversión de Estados Unidos y la Ley de Alivio Tributario de 2010. Pelosi perdió la presidencia después de que el Partido Republicano recuperara la mayoría en las elecciones intermedias de 2010, pero mantuvo su papel como líder de los demócratas de la Cámara y se convirtió en líder de la minoría de la Cámara por segunda vez.
En las elecciones intermedias de 2018, los demócratas recuperaron el control de la Cámara de Representantes, y Pelosi fue elegida de nuevo como presidenta, convirtiéndose en la primera persona en regresar al cargo desde Sam Rayburn en 1955. Durante su segunda presidencia, la Cámara sometió dos veces al presidente Donald Trump a juicio político, primero el 18 de diciembre de 2019, y luego el 13 de enero de 2021; Trump fue absuelto en ambas ocasiones por el Senado. Participó en la aprobación de los proyectos de ley clave de la administración Biden, incluyendo la Ley del Plan de Rescate Estadounidense de 2021, la Ley de Inversión en Infraestructura y Empleos, la Ley de Ciencia y CHIPS, la Ley de Reducción de la Inflación de 2022 y la Ley de Respeto al Matrimonio. En las elecciones intermedias de 2022, los republicanos recuperaron el control de la Cámara para el nuevo Congreso, poniendo fin a su mandato como presidenta. El 29 de noviembre de 2022, el Comité Directivo y de Políticas de la Bancada Demócrata de la Cámara de Representantes nombró a Pelosi como "Presidenta Emérita".

## Primeros años y educación
Nació en Baltimore, en el seno de una familia italoestadounidense, la menor y única hija de siete hijos de Annunciata M. "Nancy" D'Alesandro (de soltera Lombardi), y de Thomas D'Alesandro Jr. Los dos padres de Pelosi tenían raíces italianas. Su madre nació en Campobasso, en el centro de Italia, y su padre pudo rastrear su ascendencia en las ciudades italianas de Génova y Venecia y en la región de los Abruzos.

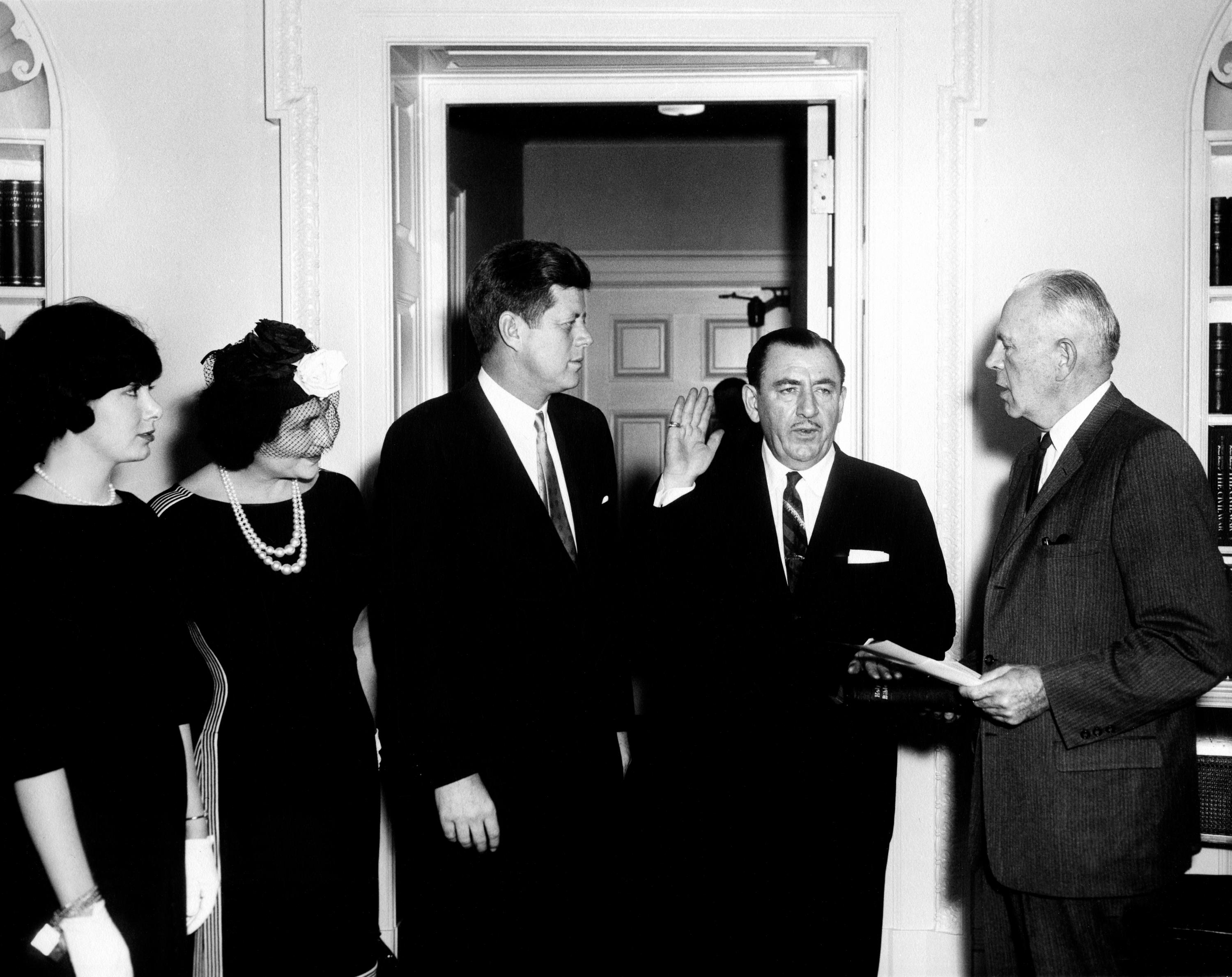
Pelosi y el presidente Kennedy observan cómo su padre presta juramento como miembro del Consejo de Renegociación, 1961.

Cuando nació, su padre era un congresista demócrata por Maryland y se convirtió en alcalde de Baltimore siete años después. La madre de Pelosi también participó activamente en política, organizó mujeres demócratas y enseñó a su hija el valor de establecer redes sociales. El hermano de Pelosi, Thomas D'Alesandro III, también demócrata, fue alcalde de Baltimore entre 1967 y 1971.
Estuvo involucrada en política desde una temprana edad. Ayudó a su padre en sus eventos de campaña. Asistió al discurso de investidura de John F. Kennedy cuando tomó posesión de la presidencia de Estados Unidos en enero de 1961.
Se graduó en el Instituto de Notre Dame, una escuela secundaria católica para mujeres en Baltimore. En 1962, se graduó del Trinity College en Washington D. C. con una licenciatura en ciencia política. Realizó sus prácticas para el senador Daniel Brewster (D-MD) en la década de 1960 junto con el futuro líder de la mayoría en la Cámara de Representantes, Steny Hoyer.

## Carrera temprana
Después de mudarse a San Francisco, se hizo amiga del congresista del quinto distrito, Phillip Burton, y empezó a trabajar para abrirse camino en la política del Partido Demócrata. En 1976, fue elegida miembro del Comité Nacional Demócrata de California, una posición que ocuparía hasta 1996. Fue elegida como presidenta del capítulo local del partido en el norte de California en enero de 1977, y cuatro años más tarde, del Partido Demócrata de California, cargo que ocupó hasta 1983. Posteriormente, se desempeñó como presidenta del Comité Anfitrión de la Convención Nacional Demócrata de San Francisco, y luego, como presidenta de finanzas del Comité de Campaña Senatorial Demócrata entre 1985 y 1986.

## Cámara de Representantes de Estados Unidos

### Elecciones

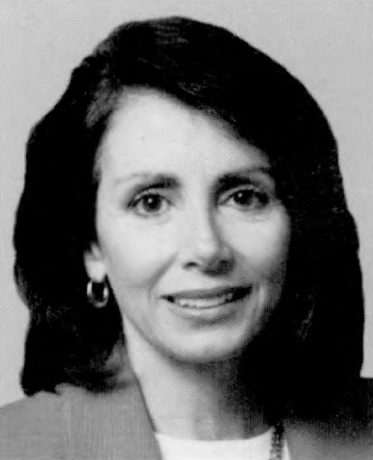
Pelosi como miembro de la Cámara de Representantes, 1993.

Phillip Burton murió en 1983 y fue sucedido por su esposa, Sala. A fines de 1986, Sala enfermó de cáncer y decidió no presentarse a la reelección en 1988. Ella eligió a Pelosi como su sucesora designada, garantizándole el apoyo de los contactos de los Burton. Sala murió el 1 de febrero de 1987, apenas un mes después de haber juramentado para un segundo mandato completo. Pelosi ganó la elección especial para sucederla, derrotando por poco al supervisor de San Francisco, Harry Britt, el 7 de abril de 1987, y luego venciendo fácilmente a la candidata republicana Harriet Ross el 2 de junio de 1987. Asumió el cargo una semana después.
Representa a uno de los distritos demócratas más seguros del país. Los demócratas han mantenido el puesto desde 1949 y los republicanos, que actualmente forman solo el 13 % de los votantes registrados en el distrito, no han presentado una disputa seria por el asiento desde principios de los años sesenta. Ganó la reelección en 1988 y ha sido reelegida otras 16 veces sin oposición sustancial, ganando con un promedio del ochenta por ciento de los votos. No ha participado en debates de candidatos desde su campaña en 1987 contra Harriet Ross. La contienda más fuerte que Pelosi ha enfrentado fue en 2020 cuando su correligionario demócrata Shahid Buttar ganó el 22.4 % de los votos y Pelosi ganó el 77.6 %.
Para los ciclos electorales de 2000 y 2002, tuvo el mérito de contribuir más entre los miembros del Congreso a otras campañas congresuales, en parte porque está en un distrito seguro y no necesita fondos de campaña.

### Participación en comités
En la Cámara de Representantes, se desempeñó en los Comités de Asignaciones e Inteligencia, y fue la demócrata de mayor rango en este último hasta su elección como líder de la minoría.
Es miembro de la Asamblea Báltica de la Cámara.

### Carrera pre-presidencia de la Cámara

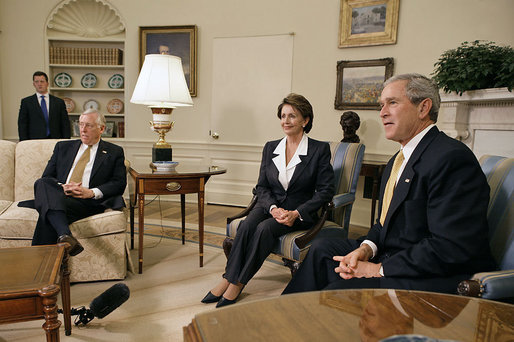
El presidente Bush se reúne con la presidenta designada de la Cámara Pelosi y con el Coordinador de la Minoría de la Cámara Steny Hoyer en noviembre de 2006.

En marzo de 1988, votó a favor de la Ley de Restauración de Derechos Civiles de 1987 (así como para anular el veto del presidente Reagan).
En 2001, Pelosi fue elegida como Coordinadora de la Minoría de la Cámara de Representantes, segunda al mando luego del Líder de la Minoría Dick Gephardt, de Misuri. Fue la primera mujer en la historia de los Estados Unidos en ocupar ese puesto.
En 2002, después de que Gephardt renunció como líder de la minoría para buscar la nominación demócrata en las elecciones presidenciales de 2004, Pelosi fue elegida para reemplazarlo, convirtiéndose en la primera mujer en liderar un partido importante en la Cámara.

### Primera presidencia (2007-2011)

#### Nominación
En las elecciones de mitad de mandato de 2006, los demócratas tomaron el control de la Cámara de Representantes, obteniendo 30 escaños. El cambio en el control significó que, como líder de la minoría de la Cámara, se esperaba que Pelosi se convirtiera en su presidenta o portavoz en el próximo Congreso. El 16 de noviembre de 2006, la asamblea demócrata eligió por unanimidad a Pelosi como la candidata demócrata a Presidenta de la Cámara.
Pelosi apoyó a su viejo amigo John Murtha de Pensilvania para el puesto de Líder de la Mayoría de la Cámara, el segundo puesto de mayor rango en la Asamblea Demócrata de la Cámara. Su competidor era el Coordinador de la Minoría de la Cámara, Steny Hoyer de Maryland, quien había sido el segundo al mando luego de Pelosi desde 2003. Pelosi y Hoyer tenían una relación un tanto gélida que se remontaba a 2001, cuando se enfrentaron por el cargo de coordinador. Sin embargo, Hoyer fue elegido como Líder de la Mayoría de la Cámara de Representantes sobre Murtha por un margen de 149–86 dentro de la asamblea.
El 3 de enero, Pelosi derrotó al republicano John Boehner de Ohio con 233 votos en comparación con sus 202 votos en la elección para presidente de la Cámara. Rahm Emanuel de Illinois, presidente entrante de la Asamblea Demócrata de la Cámara, nominó a Pelosi, y su viejo amigo John Dingell de Míchigan la juramentó, como lo hace tradicionalmente el Decano de la Cámara de Representantes.

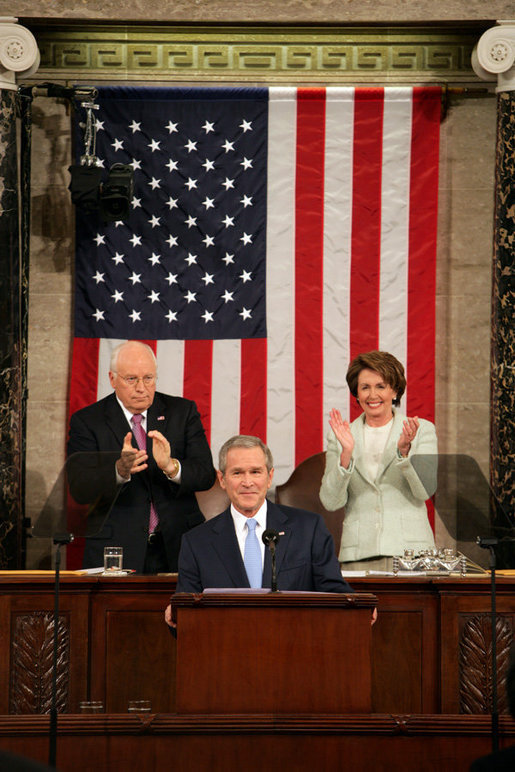
Pelosi (a la derecha) con el vicepresidente Dick Cheney detrás del presidente George W. Bush en el Discurso del Estado de la Unión de 2007, haciendo historia como la primera mujer en sentarse detrás del podio en tal discurso. El presidente Bush reconoció esto al comenzar su discurso con las palabras: "Esta noche, tengo un gran privilegio y un gran honor personal, como el primer presidente en comenzar el mensaje del Estado de la Unión con estas palabras: Señora Presidenta".

Con su elección, Pelosi se convirtió en la primera mujer, la primera californiana y la primera estadounidense de origen italiano en asumir la Presidencia del Congreso. También es la segunda presidenta de un estado al oeste de las Montañas Rocosas. El primero fue Tom Foley de Washington, el último demócrata que ocupó el cargo antes de Pelosi.
Durante su discurso, abordó la importancia histórica de ser la primera mujer en ocupar el cargo de Presidenta del Congreso:

Este es un momento histórico, para el Congreso y para las mujeres de este país. Es un momento en el que hemos esperado más de 200 años. Nunca perdiendo la fe, esperamos a través de los muchos años de lucha para lograr nuestros derechos. Pero las mujeres no solo estuvimos esperando; las mujeres estuvimos trabajando. Sin perder la fe, trabajamos para redimir la promesa de América de que todos los hombres y mujeres son creados iguales. Para nuestras hijas y nietas, hoy hemos roto el techo de mármol. Para nuestras hijas y nuestras nietas, el cielo es el límite, todo es posible para ellas.

También habló de Irak como el principal problema que enfrenta el 110° Congreso, a la vez que incorporaba algunas convicciones del Partido Demócrata:

La elección de 2006 fue un llamado al cambio, no solo para cambiar el control del Congreso, sino a favor de una nueva dirección para nuestro país. En ninguna parte el pueblo estadounidense fue más claro acerca de la necesidad de una nueva dirección que en Irak. El pueblo estadounidense rechazó una obligación indefinida de una guerra sin fin.

#### Mandato
Como presidenta, Pelosi seguía siendo la líder de los demócratas del Congreso; se considera que la presidenta o portavoz es el líder de su Asamblea de la Cámara. Sin embargo, por tradición, normalmente no participaba en el debate y casi nunca votaba en el pleno, aunque tenía todo el derecho de hacerlo como miembro de la Cámara de pleno derecho. Ella tampoco fue miembro de ningún comité de la Cámara. 
Pelosi fue reelegida como presidenta en 2009.
Una encuesta de CBS News realizada en marzo de 2010 encontró que el 37% de los votantes registrados tenían una opinión desfavorable de la presidenta Pelosi, con un 11% de aprobación. Según una encuesta nacional de marzo de 2010 de Rasmussen, el 64% de los votantes consideraron a la presidenta de manera desfavorable y el 29% de manera favorable.
Durante y después de su período como presidenta, Pelosi fue percibida como una figura política polémica, ya que los candidatos republicanos intentaban vincular a sus oponentes demócratas con Pelosi, mientras que los demócratas moderados intentaban mostrar sus credenciales moderadas al expresar su oposición a Pelosi.

##### Oposición a Bush en Seguridad Social
Poco después de ganar la reelección, el presidente George W. Bush asumió para sí un "mandato" para llevar a cabo una ambiciosa agenda durante su segundo período y propuso reformar la Seguridad Social permitiendo a los trabajadores reorientar una parte de su retención de la Seguridad Social en inversiones de acciones y bonos. Pelosi se opuso firmemente al plan, diciendo que no había crisis, y como líder de la minoría impuso una intensa disciplina partidaria en su bancada, lo que los llevó a una oposición casi unánime a la propuesta de Bush y la posterior derrota del plan propuesto.

##### Bloqueo de procesos de destitución contra el presidente Bush
A raíz de la reelección del presidente George W. Bush en 2004, varios demócratas de la Cámara de Representantes creían que los demócratas deberían iniciar un proceso de juicio político contra el presidente. Afirmaron que Bush había engañado al Congreso sobre las armas de destrucción masiva en Irak y había violado las libertades civiles de los estadounidenses al autorizar escuchas telefónicas sin una orden judicial.
En mayo de 2006, con miras a las próximas elecciones en el Congreso, que ofrecieron la posibilidad a los demócratas de recuperar el control de la Cámara por primera vez desde 1994, Pelosi dijo a sus colegas que, si bien los demócratas realizarían una supervisión vigorosa de las políticas del gobierno de Bush, una investigación de proceso de destitución estaba "fuera de la mesa". (Una semana antes, ella había declarado al Washington Post que, aunque los demócratas no se proponían acusar al presidente, "nunca se sabe dónde" podrían conducir las investigaciones).
Después de convertirse en Presidenta de la Cámara de Representantes en enero de 2007, Pelosi se mantuvo firme contra un eventual juicio político, a pesar de un fuerte apoyo a ese curso de acción entre los votantes de su distrito de origen. En las elecciones de noviembre de 2008, Pelosi resistió un desafío electoral por su escaño por parte de la activista antiguerra Cindy Sheehan, quien se postuló como independiente principalmente debido a la negativa de Pelosi de ir tras el juicio político.

##### Las "100 Horas"
Antes de las elecciones de mitad de mandato en los Estados Unidos de 2006, Pelosi anunció un plan de acción: si llegaba a ser elegida, ella y la empoderada nueva bancada demócrata impulsarían la mayor parte de su programa durante las primeras cien horas del período del 110.º Congreso.
El origen del nombre "primeras cien horas" es un juego de palabras derivadas de la promesa del expresidente demócrata Franklin D. Roosevelt de una acción rápida por parte del gobierno (para combatir la Gran Depresión) durante sus "primeros cien días" en el cargo. Newt Gingrich, quien fue elegido presidente de la Cámara en 1995, tenía una agenda similar de 100 días para implementar su "contrato con Norteamérica".

##### Oposición al aumento de tropas de la Guerra de Irak de 2007
El 5 de enero de 2007, reaccionando a las sugerencias de los consejeros del presidente Bush de aumentar el nivel de tropas en Irak (que anunció en un discurso unos días más tarde), Pelosi se unió al líder de la mayoría del Senado Harry Reid para condenar el plan. Ambos le enviaron una carta a Bush:

No existe una solución puramente militar en Irak. Solo existe una solución política. Agregar más tropas de combate solo pondrá en peligro a más estadounidenses y extenderá a nuestro ejército hasta el punto de ruptura de no obtener ganancias estratégicas. (...) En lugar de desplegar fuerzas adicionales en Iraq, creemos que el camino a seguir es comenzar la redistribución gradual de nuestras fuerzas en los próximos cuatro a seis meses, mientras la misión principal de nuestras fuerzas pasa del combate a la capacitación, la logística, la protección de la fuerza y el contraterrorismo.

##### Convención Nacional Demócrata de 2008

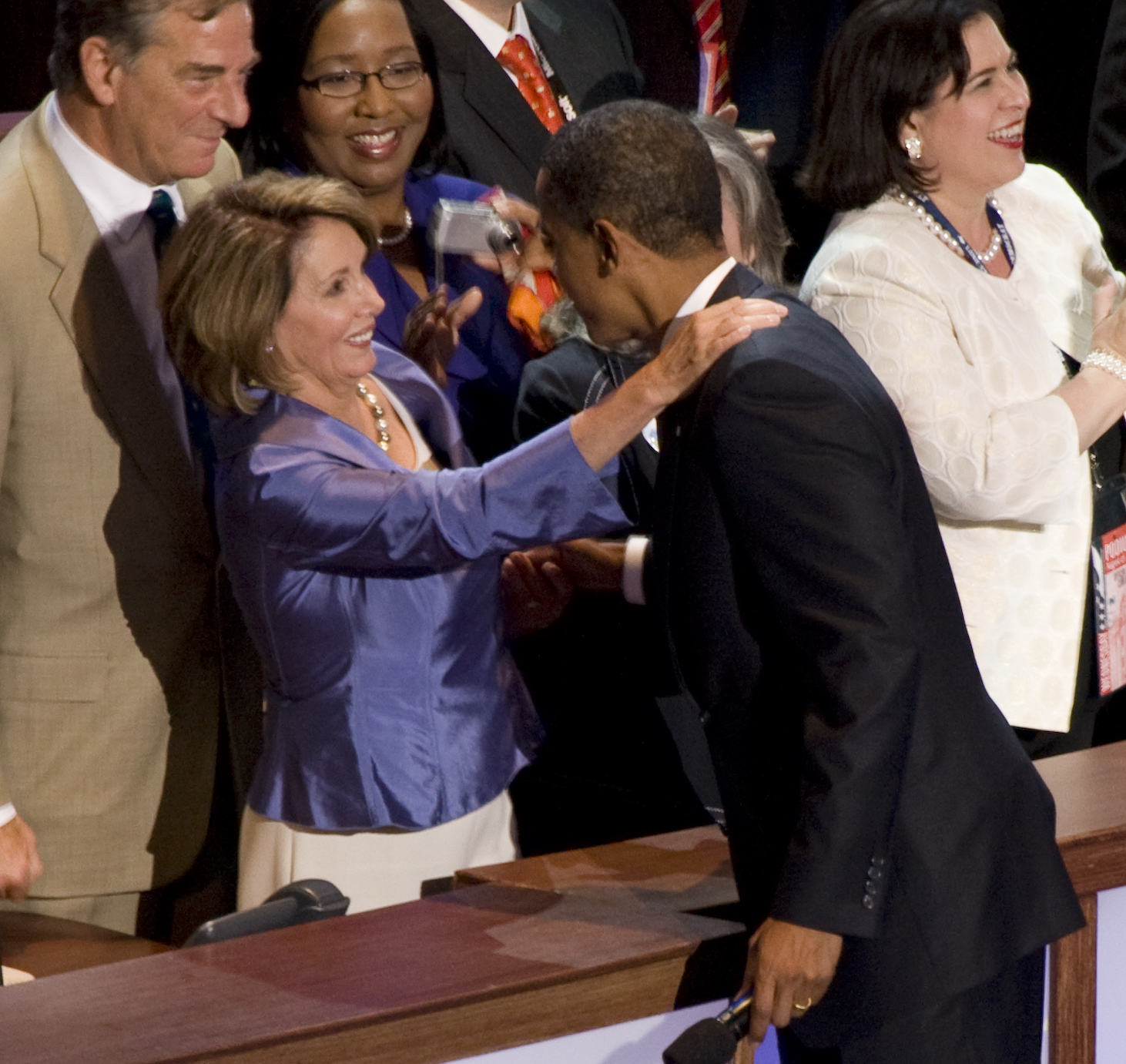
Pelosi y Barack Obama estrechando manos en la Convención Nacional Demócrata de 2008.

Pelosi fue nombrada Presidenta Permanente de la Convención Nacional Demócrata de 2008 en Denver, Colorado.

##### Reforma de salud
A Pelosi se le ha atribuido el encabezar la ley de reforma de salud del presidente Obama cuando parecía que iba a ser derrotada. Después de que el republicano Scott Brown ganó el antiguo escaño en el Senado del demócrata Ted Kennedy en las elecciones especiales de enero de 2010 en Massachusetts, causando que los demócratas del Senado perdieran su mayoría a prueba de obstruccionismo, Obama estuvo de acuerdo con la idea del entonces jefe de gabinete Rahm Emanuel de que él debía hacer iniciativas más pequeñas que pudieran aprobarse fácilmente. Pelosi, sin embargo, desestimó el temor del presidente y, en cambio, se burló de sus ideas reducidas como "salud para niñitos". Después de convencer al presidente de que esa sería su única oportunidad en el tema de salud debido a las grandes mayorías demócratas que tenían en ese momento, movilizó a su bancada demócrata mientras se embarcaba en una "maratón increíble" de sesiones por dos meses para elaborar el proyecto de atención médica, que fue aprobada exitosamente por el Congreso con una votación de 219-212. En el discurso de Obama antes de promulgar la ley, específicamente le dio el crédito a Pelosi como "una de las mejores presidentes que la Cámara de Representantes ha tenido".

### Líder de la minoría de la Cámara (2011-2019)

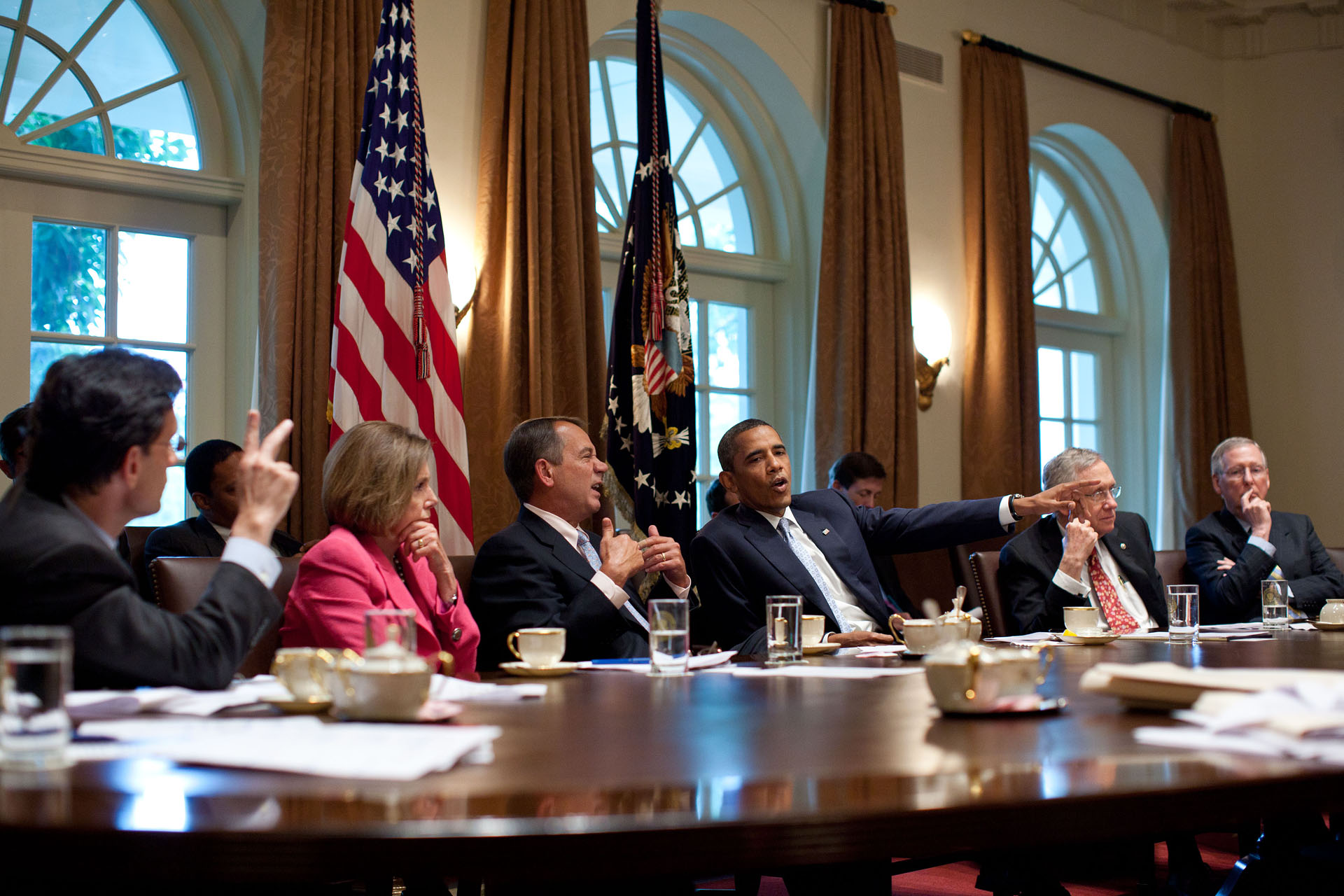
El presidente Barack Obama se reúne con los líderes del Congreso. Julio 2011.

#### 112° y 113° Congresos
Aunque Pelosi fue reelegida por un cómodo margen en las elecciones intermedias de 2010, los demócratas perdieron 63 escaños y cedieron el control de la Cámara de Representantes a los republicanos. Luego del revés electoral que sufrió su partido, Pelosi buscó continuar liderando la Bancada Demócrata de la Cámara en la posición de líder de la minoría, cargo que ocupaba antes de convertirse en presidenta. Después de que la oposición desigual intrapartidaria a Pelosi no lograra aprobar una moción para retrasar la votación del liderazgo, Pelosi fue elegida líder de la minoría para el 112.º Congreso. El 14 de noviembre de 2012, Pelosi anunció que permanecería como líder de los demócratas.
En noviembre de 2011, 60 Minutes alegó que Pelosi y varios otros miembros del Congreso habían usado información que obtuvieron de sesiones cerradas para ganar dinero en el mercado de valores. El programa citó las compras de acciones de Visa por parte de Pelosi, mientras un proyecto de ley que limitaría las tarifas de las tarjetas de crédito estaba en la Cámara. Pelosi negó las acusaciones y calificó el informe como "una difamación de la derecha". Cuando el año siguiente se introdujo la Ley de Dejar de Negociar con base en Conocimiento Congresal (o Ley STOCK), Pelosi votó a favor del proyecto de ley y elogió su aprobación. De los representantes Louise Slaughter y Tim Walz, quienes redactaron el proyecto de ley, Pelosi dijo que "pusieron luz sobre un enorme vacío en nuestras leyes de ética y ayudaron a cerrarlo de una vez por todas".

#### 114° y 115° Congresos
En agosto de 2016, Pelosi dijo que su información de contacto personal fue publicado en línea luego de un ciberataque contra los principales comités de campaña demócratas y que había recibido "llamadas obscenas y enfermas, correos de voz y mensajes de texto". Advirtió a los miembros del Congreso que eviten dejar que sus niños o miembros de sus familias contesten llamadas telefónicas o lean mensajes de texto.

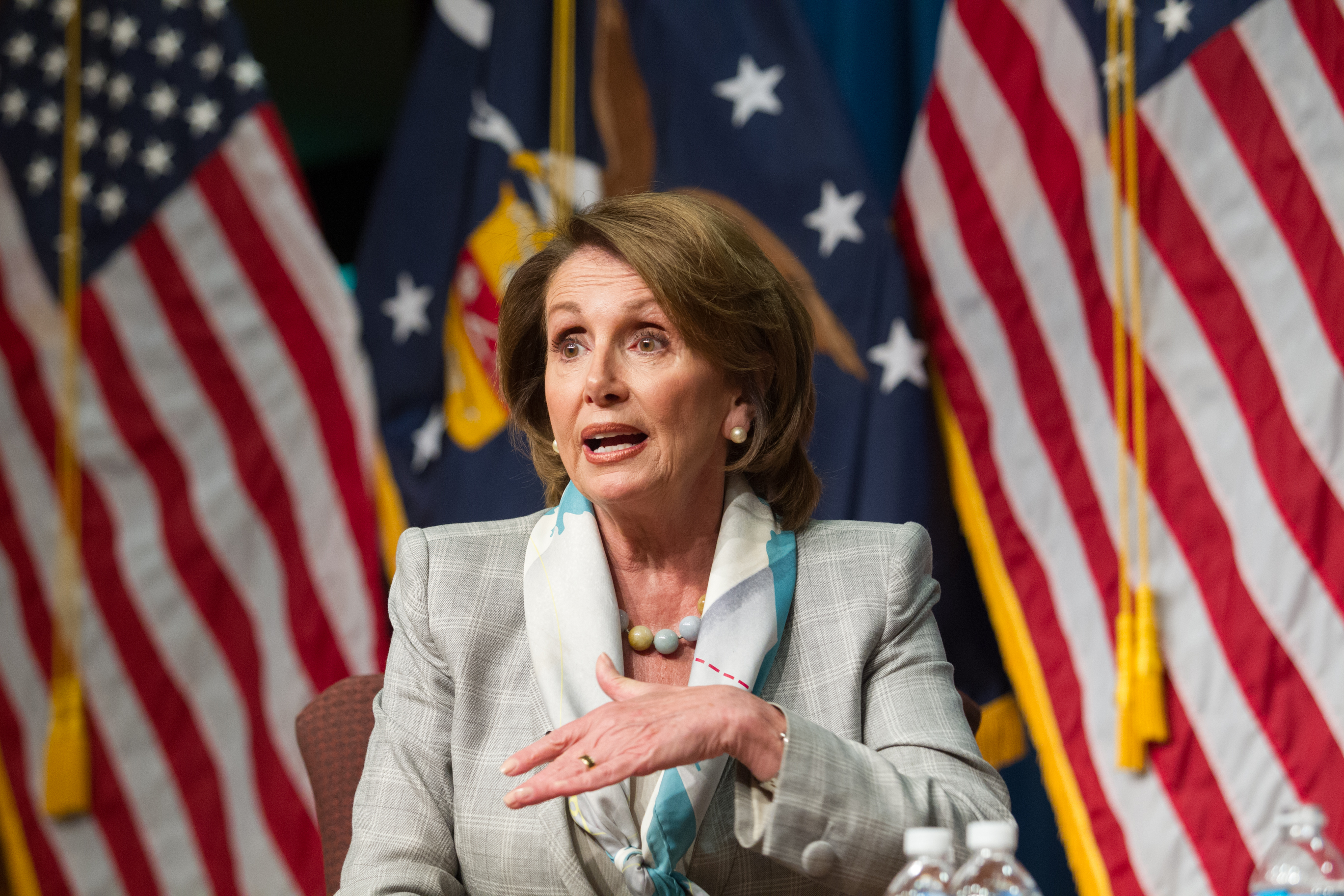
Pelosi en el Departamento de Trabajo de los Estados Unidos el día de la igualdad salarial

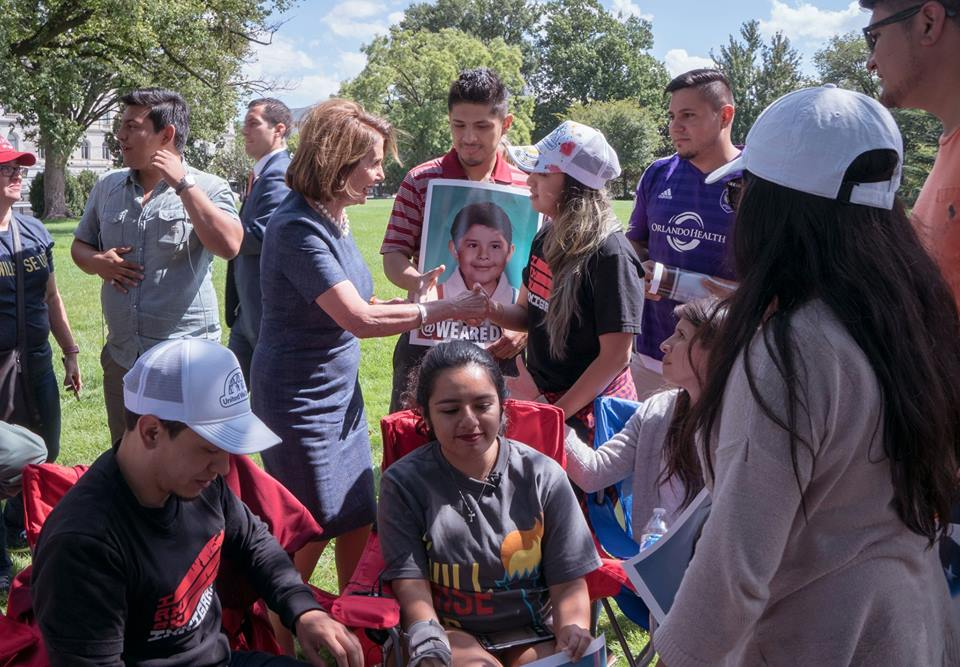
Pelosi saluda a los DREAMers en huelga de hambre fuera del Capitolio, septiembre de 2017.

Tim Ryan inició una campaña para reemplazar a Pelosi como líder de la minoría de la Cámara el 17 de noviembre de 2016, impulsado por colegas después de las elecciones presidenciales de 2016. Después de que Pelosi accedió a dar más oportunidades de liderazgo a los miembros jóvenes, derrotó a Ryan por 134–63 votos el 30 de noviembre.
En 2017, después de que los demócratas perdieran cuatro elecciones especiales consecutivas en la Cámara de Representantes, el liderazgo de Pelosi volvió a ser cuestionado. En junio de 2017, la representante Kathleen Rice de Nueva York y un pequeño grupo de otros demócratas de la Cámara, incluido el presidente de la Asamblea Negra del Congreso, Cedric Richmond (LA), celebraron una reunión a puerta cerrada para discutir potenciales nuevos liderazgos demócratas. Otros demócratas de la Cámara, incluidos Tim Ryan (OH), Seth Moulton (MA) y Filemon Vela (TX), pidieron públicamente un nuevo liderazgo en la Cámara. En una entrevista, Rice dijo: "Si estuvieras hablando de una empresa que publica números negativos, si estuvieras hablando de cualquier equipo deportivo que estuviera perdiendo una y otra vez, se harían cambios, ¿no? El CEO, afuera. El entrenador saldría y se pondría en marcha una nueva estrategia". En una conferencia de prensa, Pelosi defendió su liderazgo y dijo: "Respeto cualquier opinión que tengan mis miembros, pero mi decisión sobre cuánto tiempo me quedaré no depende de ellos". Cuando se le preguntó específicamente por qué debería permanecer como líder de la minoría en la Cámara de Representantes luego de perder numerosos escaños demócratas, Pelosi respondió: "Bueno, soy una legisladora maestra. Soy una líder estratégica y políticamente astuta. Mi liderazgo es reconocido por muchos en todo el país, y es por eso que puedo atraer el apoyo que obtengo".
En noviembre de 2017, después de que Pelosi pidiera la dimisión de John Conyers por acusaciones de acoso, convocó a la primera de una serie de reuniones planificadas sobre estrategias para abordar la reforma de las políticas en el ambiente laboral tras la atención nacional al acoso sexual. Pelosi dijo que el Congreso tenía "un deber moral para con los hombres y mujeres valientes que se presentan para aprovechar este momento y demostrar un liderazgo real y efectivo para fomentar un clima de respeto y dignidad en el lugar de trabajo".
En febrero de 2018, Pelosi envió una carta al presidente del Congreso Paul Ryan sobre la publicación pública propuesta de un memorando preparado por personal republicano bajo la dirección del presidente del Comité de Inteligencia de la Cámara de Representantes, Devin Nunes. El memorando atacaba a la Oficina Federal de Investigaciones por su investigación de la interferencia rusa en las elecciones estadounidenses de 2016. Pelosi dijo que el FBI y el Departamento de Justicia advirtieron a Nunes y Ryan que el docuemento era inexacto y que su publicación podría amenazar la seguridad nacional al revelar métodos de vigilancia federales. Añadió que los republicanos estaban involucrados en una "campaña de encubrimiento" para proteger a Trump: "El patrón de obstrucción y encubrimiento de los republicanos de la Cámara de Representantes para ocultar la verdad sobre el escándalo Trump-Rusia representa una amenaza para nuestra inteligencia y nuestra seguridad nacional. El Partido Republicano ha liderado un esfuerzo partidista para distorsionar la inteligencia y desacreditar a las comunidades de inteligencia y aplicación de la ley de los Estados Unidos". Ella acusó a Nunes de "acciones deliberadamente deshonestas" y pidió la destitución inmediata de su cargo.
En febrero de 2018, Pelosi rompió el récord del discurso más largo en la Cámara de Representantes cuando pasó más de ocho horas contando historias de DREAMers, personas traídas a los Estados Unidos como menores por inmigrantes indocumentados, para oponerse a un acuerdo presupuestario que elevaría los límites de gasto sin abordar el futuro de los beneficiarios del programa DACA, que estaban en riesgo de deportación por parte de la administración Trump.
En mayo de 2018, después de que la Casa Blanca invitara a dos republicanos y no demócratas a una sesión informativa de funcionarios del Departamento de Justicia sobre un informante del FBI que se había puesto en contacto con la campaña de Trump, Pelosi y el líder de la minoría del Senado, Schumer, enviaron una carta al fiscal general adjunto Rod Rosenstein, y al director del FBI Wray, pidiendo "una sesión informativa bipartidista de la Banda de los Ocho que involucre al liderazgo congresal de ambas cámaras".
En agosto de 2018, Pelosi pidió la renuncia de Duncan D. Hunter después de su acusación formal por cargos de malversación de al menos $250,000 en fondos de campaña, diciendo que los cargos eran "evidencia de la cultura desenfrenada de corrupción entre los republicanos en Washington hoy".

### Segunda presidencia (2019-2023)
En las elecciones de mitad de mandato de 2018, los demócratas recuperaron la mayoría de escaños en la Cámara. El 28 de noviembre, los demócratas de la Cámara nominaron a Pelosi para que una vez más se desempeñara como presidenta de la Cámara. Fue reelegida formalmente para la presidencia al comienzo del 116° Congreso el 3 de enero de 2019. Pelosi "se hizo con la presidencia después de semanas de reducir la oposición de algunos colegas demócratas que buscaban una nueva generación del liderazgo. El acuerdo para ganar a quienes se resistían puso una fecha de vencimiento a su mandato: prometió no permanecer más de cuatro años en el puesto". 220 demócratas de la Cámara votaron para elegir a Pelosi presidenta, mientras que otros 15 demócratas de la Cámara votaron por otra persona o votaron "presente".
El 4 de febrero de 2020, al concluir el Estado de la Unión del presidente Trump, Pelosi rompió la copia oficial de su discurso. Su razón declarada para hacerlo fue "porque era lo más cortés que podía hacer considerando las alternativas. Fue un discurso tan sucio". Fue criticada por esto por el presidente Trump y los republicanos. 

#### Cierre del gobierno de 2018-19
Al comienzo del 116.º Congreso, Pelosi se opuso a los intentos del presidente Trump de utilizar el cierre del gobierno federal de 2018-19 (al que ella llamó una "toma de rehenes" de funcionarios públicos) como maniobra para lograr la construcción de un muro sustancial en la frontera estadounidense. Pelosi se negó a permitir que Trump pronuncie el discurso sobre el Estado de la Unión en el pleno de la Cámara de Representantes mientras el cierre estaba en curso. Después de que varias encuestas en las noticias mostraran que la popularidad de Trump caía drásticamente debido al cierre, el 25 de enero de 2019, Trump firmó un proyecto de ley provisional para reabrir el gobierno sin concesiones con respecto a un muro fronterizo durante tres semanas hasta el 15 de febrero para permitir que se lleven a cabo negociaciones para aprobar un proyecto de ley de asignaciones que ambas partes pudieran acordar. Sin embargo, Trump reiteró su demanda de fondos para el muro fronterizo y dijo que cerraría el gobierno nuevamente o declararía una emergencia nacional y usaría fondos militares para construir el muro si el Congreso no asignaba los fondos antes del 15 de febrero, reabriendo el gobierno federal.
El 15 de febrero de 2019, el presidente Trump declaró una emergencia nacional para eludir al Congreso de los Estados Unidos, luego de estar insatisfecho con un proyecto de ley fronterizo bipartidista que había sido aprobado por la Cámara de Representantes y el Senado un día antes.

Líderes del Congreso en enero de 2020.

#### Juicio político contra el presidente Trump
Con Pelosi habiendo sometido con éxito al presidente Trump a un proceso de destitución el 18 de diciembre de 2019, y en vísperas de su juicio ante el Senado de los Estados Unidos, el escritor político del Washington Post Paul Kane la llamó la presidenta de la Cámara de Representantes más poderosa en al menos veinticinco años, señalando que algunos historiadores comparaban su influencia con la del expresidente del Congreso Sam Rayburn de Texas.

#### Pandemia del COVID-19 y respuesta
Pelosi contribuyó con la aprobación de la Ley CARES.
Pelosi generó controversia cuando surgieron imágenes a principios de septiembre de 2020 de su visita a una peluquería en San Francisco. Esto fue contrario a las regulaciones vigentes en ese momento que impedían el servicio en interiores. Aunque criticada por hipocresía por el presidente Donald Trump y los dueños del salón, Pelosi describió la situación como "claramente una trampa". Las acciones de Pelosi fueron defendidas por su estilista y otros demócratas.

#### Apoyo al aborto y posible excomunión
Luego de que se filtrara una posible anulación del fallo de la Corte Suprema, Roe vs. Wade, Pelosi expresó públicamente su apoyo a favor del aborto, por lo que el arzobispo de San Francisco, Salvatore Cordileone, le prohibió recibir la comunión y podría llegar a ser excomulgada.

### Cuestión de Taiwán
El 2 de agosto de 2022, Pelosi se convirtió en la primera funcionaria de alto rango del gobierno de EE. UU. en visitar Taiwán en 25 años. Según una encuesta citada por el diario británico The Guardian, dos tercios de los taiwaneses consideran que su visita "no es bienvenida" porque "podría desestabilizar el estrecho de Taiwán".

### Asalto a su domicilio
En la madrugada del 28 de octubre de 2022, un atacante irrumpió en su domicilio de San Francisco y agredió en la cabeza con un martillo a su marido, quien requirió de ingreso hospitalario. Al parecer, el objetivo último del ataque era asesinar a la propia Nancy Pelosi pero en ese momento no se encontraba en la casa. El asaltante, un individuo de origen canadiense, sería descrito —a partir de los datos de su historial en internet— como un activista de extrema derecha, seguidor de Donald Trump así como del grupo QAnon y defensor, además, de diversas teorías de la conspiración.

## Historia electoral

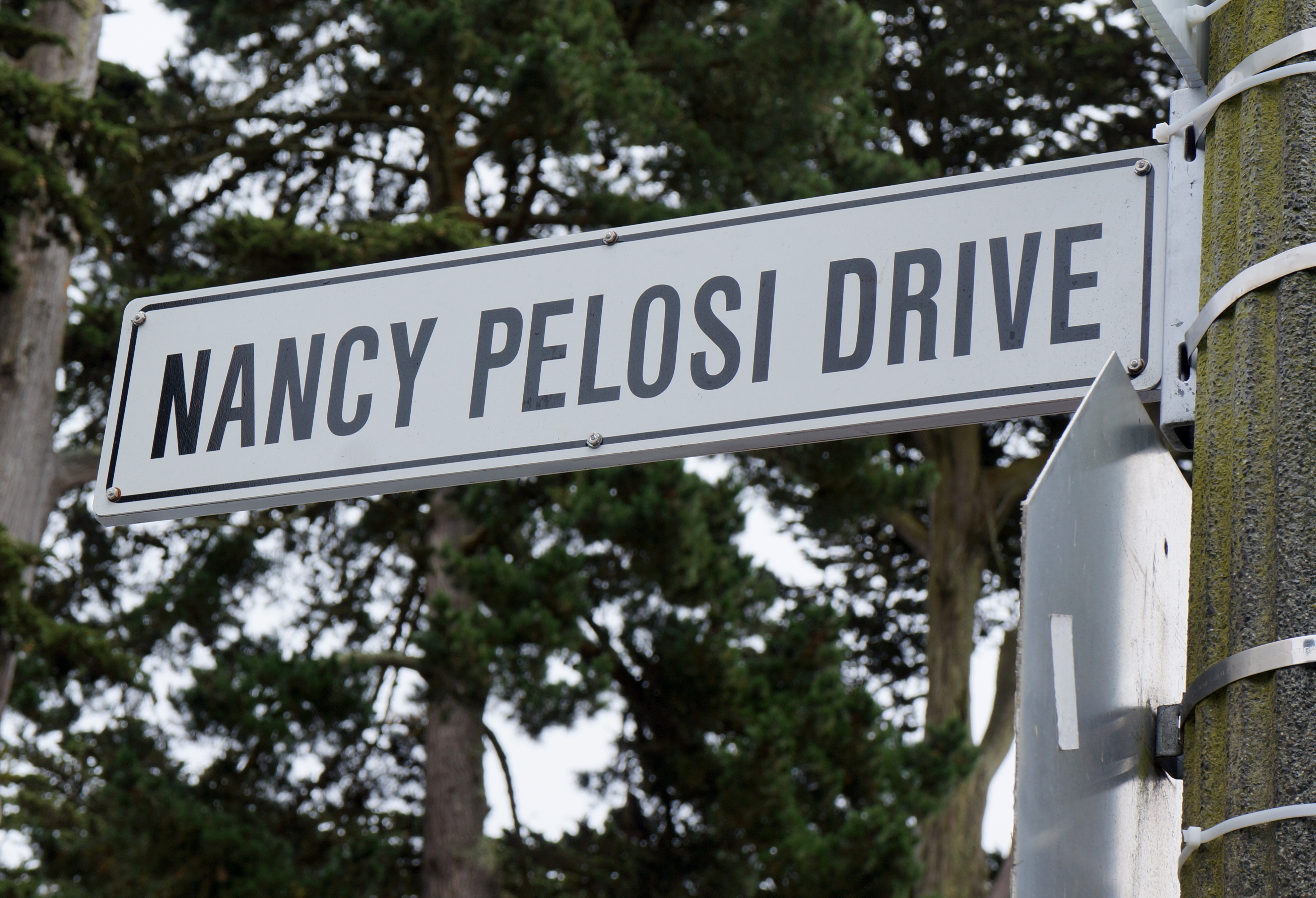
La ciudad de San Francisco nombró una calle en el Golden Gate Park en honor a Pelosi luego de sus muchos años representando a la ciudad en el Congreso.

La única elección ajustada de Pelosi hasta ahora fue la de las elecciones especiales para suceder a la congresista estadounidense Sala Burton después de su muerte, en febrero de 1987. Pelosi derrotó al supervisor de San Francisco, Harry Britt, en las primarias demócratas con el 36% de los votos contra su 32%, y luego a la republicana Harriet Ross por más de 2 a 1. Desde entonces, Pelosi ha gozado de un apoyo abrumador en su carrera política, obteniendo el 76 y el 77% de los votos dentro del 5.º distrito congresional de California en 1988 y 1990, respectivamente. En 1992, después de la redistribución de distritos del censo de 1990, Pelosi postuló por el 8.º distrito congresional de California, que ahora abarcaba el área de San Francisco. Ella ha seguido registrando victorias aplastantes desde entonces, cayendo por debajo del 80 por ciento de los votos solo en dos ocasiones.

## Vida personal
Nancy D'Alesandro conoció a Paul Francis Pelosi mientras asistía a la universidad. Se casaron en Baltimore en la Catedral de María Nuestra Reina el 7 de septiembre de 1963. Se mudaron a Nueva York después de casarse, luego se trasladaron a San Francisco en 1969, donde el hermano de Paul, Ronald Pelosi, era miembro de la Junta de Supervisores de la Ciudad y Condado de San Francisco.
Nancy y Paul Pelosi tienen cinco hijos: Nancy Corinne, Christine, Jacqueline, Paul y Alexandra; y nueve nietos. Alexandra, periodista, cubrió las campañas presidenciales republicanas en 2000 e hizo una película sobre la experiencia, Viajes con George. En 2007, Christine publicó un libro, Campaign Boot Camp: Basic Training for Future Leaders.
Pelosi reside en el vecindario de Pacific Heights de San Francisco. Su informe de divulgación financiera de 2016 enumera entre sus activos una casa y un viñedo combinados en Santa Helena, California, dos edificios comerciales en San Francisco y una casa adosada en Loomis, California. En enero de 2021, su casa de San Francisco fue objeto de vandalismo con grafitis, se dejaron mensajes de "cancele el alquiler" en su garaje, junto con sangre falsa y una cabeza de cerdo cortada.

### Estados financieros
La organización no partidista Center for Responsive Politics (CRP) estimó en 2009 que el patrimonio neto promedio de Pelosi era de $58,436,537 dólares, lo que la ubica en el puesto 13 de los 25 miembros más ricos del Congreso. En 2014, el CRP informó que el patrimonio neto promedio de Pelosi era de $101,273,023 dólares, colocándose en el octavo lugar entre los 25 miembros más ricos del Congreso. Business Insider informó que el valor de Pelosi era de $26,4 millones en 2012, convirtiéndola en la decimotercera miembro más rica del Congreso. En 2014, Roll Call estimó que el patrimonio neto de Pelosi era de $29,35 millones, ubicándola como la decimoquinta miembro más rica del Congreso.
Roll Call dijo que las ganancias de Pelosi están relacionadas con las grandes inversiones de su esposo en acciones que incluyen Apple, Disney, Comcast y Facebook. Roll Call informó que los Pelosi tienen $13,46 millones en pasivos, incluidas hipotecas sobre siete propiedades. Según Roll Call, Pelosi y su esposo tienen propiedades "por valor de al menos $ 14,65 millones, incluido un viñedo de Santa Helena en el valle de Napa con un valor de al menos $5 millones, y bienes raíces comerciales en San Francisco".

### Participación en la comunidad italoamericana
Pelosi es miembro del directorio de la Organización Nacional de Mujeres Italiano Americanas. Se desempeñó durante 13 años como miembro del directorio de la Fundación Nacional Italiano Americana (NIAF). En 2007, recibió el premio NIAF Special Achievement Award for Public Advocacy y sigue involucrada en la fundación.

## Honores y condecoraciones
- Caballero Gran Cruz de la Orden del Mérito de la República Italiana el 2 de junio de 2007 (prev. Oficial el 2 de junio de 2001).[121][122]
- Dama Gran Cruz de la Orden del Corazón de Oro el 23 de junio de 2008.[123]
- Gran Cordón de la Orden del Sol Naciente el 30 de abril de 2015.[124]
- Miembro de III Clase de la Orden de la Princesa Olga el 30 de abril de 2022.
- Gran Cruz de Clase Especial de la Orden de la Nube Propicia el 3 de agosto de 2022.[125][126]
- Gran Oficial de la Orden del Príncipe Yaroslav el Sabio el 21 de octubre de 2022.[127]
- Dama Gran Cruz de la Orden de Isabel la Católica el 25 de abril de 2023.[128][129]
- En 2006, fue nombrada la "persona más fascinante del año" por Barbara Walters.[130]
- En 2013, Pelosi fue incluida en el National Women's Hall of Fame.[131]
- Ha sido incluida en numerosas ocasiones en la lista de Forbes de las 100 mujeres más poderosas del mundo, incluida la posición 11° en 2010, 26° en 2014 y 3° en 2019.[132][133][134][135]
- Recibió el Premio Foremother del Centro Nacional de Investigación en Salud en 2016.[136]
- El Mount Holyoke College le concedió un doctorado honorario en derecho el 20 de mayo de 2018.[137][138]
- Fue homenajeada en el VH1 Trailblazer Honors de 2019.[139]